# AIR/エア
『AIR/エア』（Air）は、2023年のアメリカ合衆国のドラマ映画。
ベン・アフレック製作・監督・出演、マット・デイモン製作・主演。
ナイキのバスケットシューズ「エア・ジョーダン」誕生の物語を描く。

## ストーリー
1984年。業績不振のナイキのバスケットボール部門。ソニー・ヴァッカロは、ナイキCEOのフィル・ナイトから当部門の立て直しを命じられる。そんなソニーと上司のロブ・ストラッサーが目をつけたのは、後に世界的スターとなる選手マイケル・ジョーダンだった。

## キャスト
※括弧内は日本語吹替
- ソニー・バッカロ：マット・デイモン（内田夕夜）
- フィル・ナイト：ベン・アフレック（咲野俊介）
- ロブ・ストラッサー：ジェイソン・ベイトマン（滝知史）
- デロリス・ジョーダン：ヴィオラ・デイヴィス（塩田朋子）
- ジョージ・ラベリング：マーロン・ウェイアンズ（中村和正）
- ハワード・ホワイト：クリス・タッカー（山寺宏一）
- デビッド・フォーク：クリス・メッシーナ（中谷一博）
- ピーター・ムーア：マシュー・マー（高木渉）
- ジェームズ・ジョーダン：ジュリアス・テノン（手塚秀彰）
- ジョン・オニール：ジョエル・グレッチ
- ホルスト・ダスラー：グスタフ・スカルスガルド
- ケーテ・ダスラー：バルバラ・スコヴァ

## 公開
日本ではワーナー・ブラザース映画による配給で2023年4月7日に公開された。
また、製作会社の1社として本作品に携わっているAmazonスタジオの親会社のAmazon.comも同年5月12日から同社の定額制動画配信サービスであるAmazon Prime Videoにて独占配信することを同年5月に発表し、日本を含む世界240以上の国と地域で配信公開されている。